# فرودگاه کیپ درسیت
فرودگاه کیپ درسیت (به انگلیسی: Cape Dorset Airport) یک فرودگاه همگانی باربری با کد یاتا YTE است که یک باند فرود شن دارد و طول باند آن ۱۲۱۶ متر است. این فرودگاه در کشور کانادا قرار دارد و در ارتفاع ۴۸ متری از سطح دریا واقع شده‌است.